# Coupe du monde de cyclisme sur route 1992
Navigation
Édition précédente Édition suivante
La Coupe du monde de cyclisme 1992 est la quatrième édition de la Coupe du monde de cyclisme sur route.

## Règlement
Le barème des points est modifié afin de favoriser davantage les vainqueurs. Ce changement est modifié par l'édition précédente, dont aucun coureur du podium n'avait gagné de manche. Le vainqueur d'une course de coupe du monde obtient 50 points et les suivants, de la deuxième à la douzième place 35, 25, 20, 18, 16, 14, 12, 10, 8, 6 et 5 points.
Pour figurer au classement final, un coureur doit disputer au moins trois cinquièmes des courses et une équipe au moins quatre cinquièmes.

## Épreuves
| Date       | Course                       | Pays        | Vainqueur               | Équipe                   |
| ---------- | ---------------------------- | ----------- | ----------------------- | ------------------------ |
| 21 mars    | Milan-San Remo               | Italie      | Sean Kelly              | Festina Lotus            |
| 5 avril    | Tour des Flandres            | Belgique    | Jacky Durand            | Castorama                |
| 12 avril   | Paris-Roubaix                | France      | Gilbert Duclos-Lassalle | Z                        |
| 19 avril   | Liège-Bastogne-Liège         | Belgique    | Dirk De Wolf            | Gatorade - Château d'Ax  |
| 25 avril   | Amstel Gold Race             | Pays-Bas    | Olaf Ludwig             | Panasonic                |
| 8 août     | Classique de Saint-Sébastien | Espagne     | Raúl Alcalá             | PDM                      |
| 16 août    | Wincanton Classic            | Royaume-Uni | Massimo Ghirotto        | Carrera Jeans - Vagabond |
| 23 août    | Grand Prix de Zurich         | Suisse      | Viatcheslav Ekimov      | Panasonic                |
| 4 octobre  | Grand Prix Téléglobe         | Canada      | Federico Echave         | CLAS - Cajastur          |
| 11 octobre | Paris-Tours                  | France      | Hendrik Redant          | Lotto                    |
| 17 octobre | Tour de Lombardie            | Italie      | Tony Rominger           | CLAS - Cajastur          |
| 24 octobre | Grand Prix des Nations       | Espagne     | Johan Bruyneel          | Once                     |

## Classements finals

### Individuel
L'Allemand Olaf Ludwig, de l'équipe Panasonic, remporte le classement individuel. Avec 144 points, il devance le Suisse Tony Rominger (118 points) et l'Italien Davide Cassani (108 points).
| Position | Coureur                 | Équipe                   | Points |
| -------- | ----------------------- | ------------------------ | ------ |
| 1        | Olaf Ludwig             | Panasonic                | 144    |
| 2        | Tony Rominger           | CLAS - Cajastur          | 118    |
| 3        | Davide Cassani          | Ariostea                 | 108    |
| 4        | Raúl Alcalá             | PDM                      | 92     |
| 5        | Laurent Jalabert        | Once                     | 91     |
| 6        | Viatcheslav Ekimov      | Panasonic                | 90     |
| 7        | Claudio Chiappucci      | Carrera Jeans - Vagabond | 90     |
| 8        | Johan Museeuw           | Lotto                    | 74     |
| 9        | Jacky Durand            | Castorama                | 66     |
| 10       | Gilbert Duclos-Lassalle | Z                        | 64     |

### Par équipes
| Position | Équipe                | Points |
| -------- | --------------------- | ------ |
| 1        | Panasonic-Sportlife   | 68     |
| 2        | Buckler-Colnago-Decca | 67     |
| 3        | Ariostea              | 61     |
| 4        | Tulip Computers       | 57     |
| 5        | PDM-Concorde          | 46     |